# Brüning (Adelsgeschlecht)

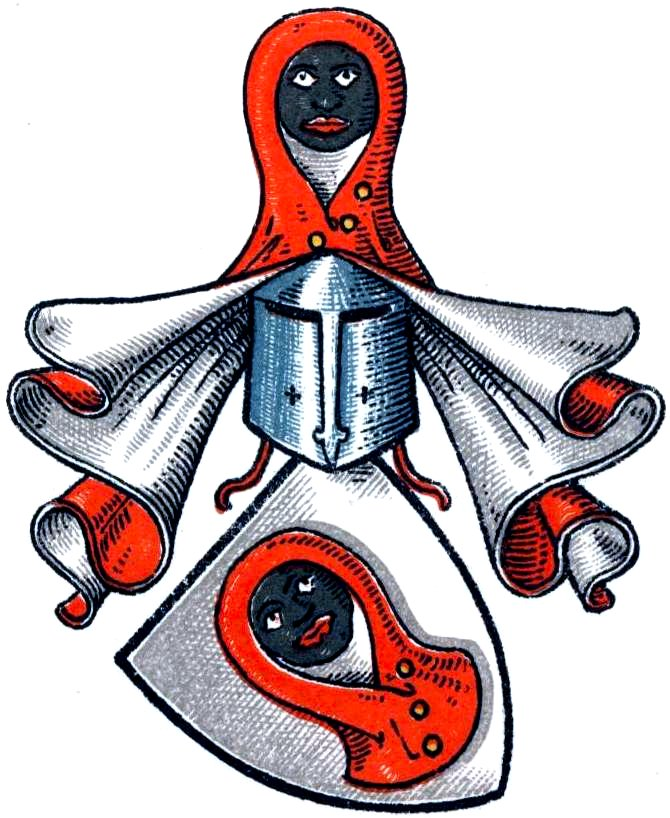
Wappen derer von Brüning

Die Herren von Brüning (auch: Brunynck o. ä.) waren ein westfälisches Adelsgeschlecht.
Eine Verbindung zum deutsch-baltischen Adelsgeschlecht derer von Bruiningk ist nicht bekannt.

## Geschichte
Der Stammsitz des hier behandelten Geschlechts derer von Brüning war ein inzwischen abgegangener Hof namens Brüningshof (Brunynchof) in Havixbeck, ein Schulzengut des Stiftes St. Mauritz. Nachdem der aufsitzende Schulze Wigbold von Brüning (Wigbold Brunynck) ohne Leibeserben verstorben war, belehnte der Propst von St. Mauritz, Engelbert Franzois, im Jahr 1369 den Ritter Dietrich von Schonebeck, auch genannt „van der Vorewercke“, mit dem Gut. Zuvor hatte Dietrich die letzte Tochter des Geschlechts Brüning geheiratet. Die Nachkommen dieses Ehepaars nannten sich später „von Schonebeck genannt Brüning“. Das Gut Brüningshof ging im 16. Jahrhundert in dem an gleicher Stelle errichteten Haus Havixbeck auf.

## Wappen
Blasonierung: In Silber eine Mohrenbüste mit roter Kapuze. Auf dem Helm wiederholt sich die Mohrenbüste. Die Helmdecken sind rot-silbern.